# 1961年香港市政局選舉
1961年香港市政局選舉原定於1961年3月舉行，由合資格選民投票選出4位民選議員，任期四年，惟因此次選舉之候選人與議席相等，故此選舉並無辦理。

## 選舉經過
原定本次選舉是1957年香港市政局選舉的換屆選舉，因為該屆選出的議員，任期至1961年3月31日止，新一屆議員必須在此之前選出。是次議席出缺為4席，而登記參選的有香港革新會貝納祺、張有興和香港公民協會李耀波及胡百富，四人均為上屆當選者，並爭取連任，故此港府在1961年2月25日刊登憲報，公告此四人當選為市政局議員，任期至1965年3月31日，而本年則不用選舉，一度引起社會嘩然。

## 資料來源
- 工商日報第五版，1961年2月26日
- 星島日報第五版，1961年2月25日社評
- 劉潤和(2002)，《香港市議會史1883-1999》，康樂及文化事務署出版（香港）。